# Cintas
Pour les articles homonymes, voir Cintas (homonymie).
Cintas est une entreprise américaine qui fait partie de l'indice NASDAQ-100. Elle est spécialisée dans la production d'uniforme, de matériel de sécurité et d'hygiène.

## Historique
En 2016, Cintas annonce l'acquisition de G&K, également spécialisé dans les uniformes, pour 2,2 milliards de dollars.